# アブドゥルラフマン・アブドゥ
アブドゥルラフマン・アブドゥ（英: Abdulrahman Abdou, 阿: عبد الرحمن عبدو, 1972年10月1日 - ）はカタール出身のサッカー審判員である。

## 概要
カタール・スターズリーグでサッカー審判員のキャリアを開始した後、2005年にFIFAのライセンスを取得し国際審判員として活動している。FIFAにおいてはアブドゥルラフマン・アブドゥという表記名で、AFCにおいてはアブドゥルラフマン・モハンマド・A・M・フサイン (Abdulrahman Mohammad A.M. Hussain)という表記名で活動している。母語であるアラビア語の他に、第二言語として英語を使用できる。趣味はテレビゲーム、狩り。
2011年に開催された2011 FIFA U-17ワールドカップに選出された。また、AFCアジアカップ2007では1試合で、AFCアジアカップ2011では3試合で主審を務めた。

## 担当した主な国際大会

### AFCアジアカップ2007
AFCアジアカップ2007では1試合を担当した。
- グループC:  ウズベキスタン vs  マレーシア

### AFCアジアカップ2011
AFCアジアカップ2011では3試合を担当した。
- グループB:  ヨルダン vs  シリア
- グループC:  オーストラリア vs  韓国
- 準々決勝：  オーストラリア vs  イラク

### FIFAワールドカップ・アジア予選
- 2014 FIFAワールドカップ・アジア予選
  - 3次予選：グループD  オマーン vs  サウジアラビア
  - 4次予選：グループA  イラク vs  オマーン[5]